# Circunscripción de Ashford
Ashford es una circunscripción representada en la Cámara de los Comunes del Parlamento británico, ubicada en el condado ceremonial de Kent (Inglaterra). En ella se elige a un Miembro del Parlamento a través del sistema de escrutinio uninominal mayoritario. Según la Oficina Nacional de Estadística del Reino Unido, Ashford tenía 81 947 electores en diciembre de 2010.

## Miembros del Parlamento[2]
| Miembro | Miembro                 | Elecciones                                                 |
| ------- | ----------------------- | ---------------------------------------------------------- |
|         | William Pomfret Pomfret | 1885 y 1886                                                |
|         | Laurence Hardy          | 1892, 1895, 1900, 1906, enero de 1910 y diciembre de 1910  |
|         | Samuel Strang Steel     | 1918, 1922, 1923 y 1924                                    |
|         | Roderick Kedward        | 1929                                                       |
|         | Michael Knatchbull      | 1931                                                       |
|         | Patrick Spens           | 1933 (parciales) y 1935                                    |
|         | Edward Percy Smith      | 1943 (parciales) y 1945                                    |
|         | Bill Deedes             | 1950, 1951, 1955, 1959, 1964, 1966, 1970 y febrero de 1974 |
|         | Keith Speed             | Octubre de 1974, 1979, 1983, 1987 y 1992                   |
|         | Damian Green            | 1997, 2001, 2005 y 2010                                    |

| Partido Conservador Partido Liberal |

## Elecciones

### Años 1990
| Elecciones generales de 1997 | Elecciones generales de 1997 | Elecciones generales de 1997 | Elecciones generales de 1997 | Elecciones generales de 1997 | Elecciones generales de 1997 |
| Partido                      | Partido                      | Candidato                    | Votos                        | %                            |                              |
| ---------------------------- | ---------------------------- | ---------------------------- | ---------------------------- | ---------------------------- | ---------------------------- |
|                              | Conservador                  | Damian Green                 | 22 899                       | 41,4                         |                              |
|                              | Laborista                    | John Ennals                  | 17 544                       | 31,7                         |                              |
|                              | Liberal Demócrata            | John Williams                | 10 901                       | 19,7                         |                              |
|                              | Referéndum                   | Christopher Cruden           | 3201                         | 5,8                          |                              |
|                              | Verde                        | Richard Boden                | 660                          | 1,2                          |                              |
|                              | Ley Natural                  | Stephen Tyrrell              | 89                           | 0,2                          |                              |
| Mayoría                      | Mayoría                      | Mayoría                      | 5355                         | 9,7                          |                              |
| Asistencia                   | Asistencia                   | Asistencia                   | 55 294                       | 74,2                         |                              |

### Años 2000
| Elecciones generales de 2001 | Elecciones generales de 2001 | Elecciones generales de 2001 | Elecciones generales de 2001 | Elecciones generales de 2001 | Elecciones generales de 2001 |
| Partido                      | Partido                      | Candidato                    | Votos                        | %                            | ±%                           |
| ---------------------------- | ---------------------------- | ---------------------------- | ---------------------------- | ---------------------------- | ---------------------------- |
|                              | Conservador                  | Damian Green                 | 22 739                       | 47,4                         | +6                           |
|                              | Laborista                    | John Adams                   | 15 380                       | 32,1                         | +0,4                         |
|                              | Liberal Demócrata            | Keith Fitchett               | 7236                         | 15,1                         | -4,6                         |
|                              | Verde                        | Richard Boden                | 1353                         | 2,8                          | +1,6                         |
|                              | UKIP                         | Dave Waller                  | 1229                         | 2,6                          | —                            |
| Mayoría                      | Mayoría                      | Mayoría                      | 7359                         | 15,4                         |                              |
| Asistencia                   | Asistencia                   | Asistencia                   | 47 937                       | 65,2                         | -11,7                        |

| Elecciones generales de 2005 | Elecciones generales de 2005 | Elecciones generales de 2005 | Elecciones generales de 2005 | Elecciones generales de 2005 | Elecciones generales de 2005 |
| Partido                      | Partido                      | Candidato                    | Votos                        | %                            | ±%                           |
| ---------------------------- | ---------------------------- | ---------------------------- | ---------------------------- | ---------------------------- | ---------------------------- |
|                              | Conservador                  | Damian Green                 | 26 651                       | 56,1                         | +4,2                         |
|                              | Laborista                    | Valerie Whitaker             | 13 353                       | 25,8                         | -6,3                         |
|                              | Liberal Demócrata            | Chris Took                   | 8308                         | 16,1                         | +1                           |
|                              | Verde                        | Richard Boden                | 1753                         | 13,4                         | +0,6                         |
|                              | UKIP                         | Bernard Stroud               | 1620                         | 3,1                          | +0,5                         |
| Mayoría                      | Mayoría                      | Mayoría                      | 13 298                       | 25,7                         |                              |
| Asistencia                   | Asistencia                   | Asistencia                   | 51 685                       | 65                           | +2,5                         |

### Años 2010
| Elecciones generales de 2010 | Elecciones generales de 2010 | Elecciones generales de 2010 | Elecciones generales de 2010 | Elecciones generales de 2010 | Elecciones generales de 2010 |
| Partido                      | Partido                      | Candidato                    | Votos                        | %                            | ±%                           |
| ---------------------------- | ---------------------------- | ---------------------------- | ---------------------------- | ---------------------------- | ---------------------------- |
|                              | Conservador                  | Damian Green                 | 29 878                       | 54,1                         | +2,7                         |
|                              | Liberal Demócrata            | Chris Took                   | 12 581                       | 22,8                         | +7,2                         |
|                              | Laborista                    | Chris Clark                  | 9204                         | 16,7                         | -9,7                         |
|                              | UKIP                         | Jeffrey Elenor               | 2508                         | 4,5                          | +1,4                         |
|                              | Verde                        | Steve Campkin                | 1014                         | 1,8                          | -1,6                         |
| Mayoría                      | Mayoría                      | Mayoría                      | 17 297                       | 31,3                         |                              |
| Asistencia                   | Asistencia                   | Asistencia                   | 55 185                       | 67,9                         | +2,5                         |